# Heavener
Heavener es el cuarto álbum de estudio de la banda estadounidense de metalcore Invent Animate. El álbum fue lanzado el 17 de marzo de 2023 a través de UNFD. Fue autoproducido por la banda y Landon Tewers de The Plot in You.
El álbum fue precedido por cuatro sencillos: «Shade Astray», «Elysium», «Immolation of Night» y «Without a Whisper». Invent Animate realizó una extensa gira por Norteamérica, Europa y Australia a lo largo de 2023 para promocionar el álbum, que concluyó con una gira norteamericana como cabezas de cartel junto a las bandas australiana y sueca Void of Vision, Thrown y Aviana, respectivamente, durante el otoño de 2023.
Un año después del lanzamiento del álbum, el grupo reeditó Heavener (Definitive), una versión de lujo del álbum con tres canciones nuevas y una versión electrónica reelaborada de «Without a Whisper», el 31 de mayo de 2024, a través de UNFD.

## Lista de canciones
| N.º | Título                | Duración |  |
| 1.  | «Absence Persistent»  | 3:49     |  |
| 2.  | «Shade Astray»        | 4:35     |  |
| 3.  | «Labyrinthine»        | 3:43     |  |
| 4.  | «Without a Whisper»   | 4:17     |  |
| 5.  | «False Meridian»      | 5:00     |  |
| 6.  | «Reverie»             | 3:10     |  |
| 7.  | «Immolation of Night» | 3:50     |  |
| 8.  | «Purity Weeps»        | 4:08     |  |
| 9.  | «Void Surfacing»      | 4:30     |  |
| 10. | «Emberglow»           | 4:21     |  |
| 11. | «Elysium»             | 4:48     |  |

| Heavener (Definitive) - Edición de lujo |                                  |          |  |
| N.º                                     | Título                           | Duración |  |
| 12.                                     | «Sleepless Deathbed»             | 3:58     |  |
| 13.                                     | «How We Used To Say Goodbye»     | 3:53     |  |
| 14.                                     | «Heavener»                       | 4:30     |  |
| 15.                                     | «Without a Whisper» (Reimagined) | 3:44     |  |

## Personal
Invent Animate
- Marcus Vik - voz principal
- Keaton Goldwire - guitarra principal
- Caleb Sherraden – bajo, coros
- Trey Celaya – batería, coros